# Johan Gottfrid Michaelis
Johan Gottfrid Michaelis, död 1775, var en svensk-tysk präst.

## Biografi
Johan Gottfrid Michaelis var från Stettin och blev 1739 rektor vid Tyska skolan i Karlskrona. Han prästvigdes 19 augusti 1745 och blev 1746 kyrkoherde i Karlskrona tyska församling. Michaelis avled 1775.

### Familj
Michaelis är far till rektorn Christian Ernst Michaelis vid Tyska skolan i Karlskrona.